# 角部
角部，為漢字索引中的部首之一，康熙字典214個部首中的第一百四十八個（七劃的則為第二個）。在傳統漢字與中文簡化字中，其都被歸為七劃部首。角部只以左、右、下方為部字。且無其他部首可用者將部首歸為角部。

## 部首單字解釋
1.ㄐㄧㄠˇ；又讀ㄐㄩㄝˊ，①獸類頭頂或鼻前所生的角質層。②額骨。③古代未成年人頭頂兩側束髮而成的髻，狀似牛角，故稱。④較量、競爭。⑤隅。⑥古代酒器，前後揚起，無柱。⑦古代五音之一。⑧古代吹奏樂器。出自遊牧民族，傳入中原多用於軍中及儀式。最初用動物的角，又稱號筒。⑨星宿名，二十八宿之一。參「角宿」⑩演員所扮演的人物。⑪由同一點所發出的，兩條平行線互相交叉的平面部分。⑫輔幣名，為一元的十分之一，俗稱毛。⑬姓。見古今姓氏書辯證 · 三六。⑭突入海裡的陸地。
2.ㄌㄨˋ，角里，地名。

## 字形

甲骨文
金文
ㄓ大篆
小篆

## 名稱
- 漢語：角部
- 日語：
- 韓語：

## 部首字元及變形
- ⾓：KANGXI RADICAL HORN (U+2F93)
- ⻆（中國大陸新字形，下方變成「用」）：CJK RADICAL SIMPLIFIED HORN (U+2EC6)

### 文字區
- 角（實際字形隨地區而定）：CJK UNIFIED IDEOGRAPH-89D2

## 字例
| 除部首外之筆劃 | 字例 -{                      |
| -------------- | ---------------------------- |
| 0              | 角⻆𧢲⻇                     |
| 2              | 觓觔                         |
| 4              | 觕觖觗觘觙𧣈䚗               |
| 5              | 觚觛觝𧣠                     |
| 6              | 觜觟觠觡觢解觤觥触觧𧣧䚚䚘䚙 |
| 7              | 觨觩觪觫𧣲𧣳䚛               |
| 8              | 䚠觬觭觮觯䚜䚝䚞䚟𧤁𧤂       |
| 9              | 䚡䚢䚣䚤觰觱                 |
| 10             | 䚥䚦觲觳𧤭𧤤𧤥               |
| 11             | 鵤䚧觴𧤸𧤹                   |
| 12             | 䚨䚩䚬觵觶𧥃                 |
| 13             | 䚪䚫觷觸觹𧥇                 |
| 14             | 觺                           |
| 15             | 觻觼                         |
| 16             | 觽觾                         |
| 17             | 𧥔                           |
| 18             | 䚭觿 }-                      |